# Auferstehungskirche (Neufahrn bei Freising)

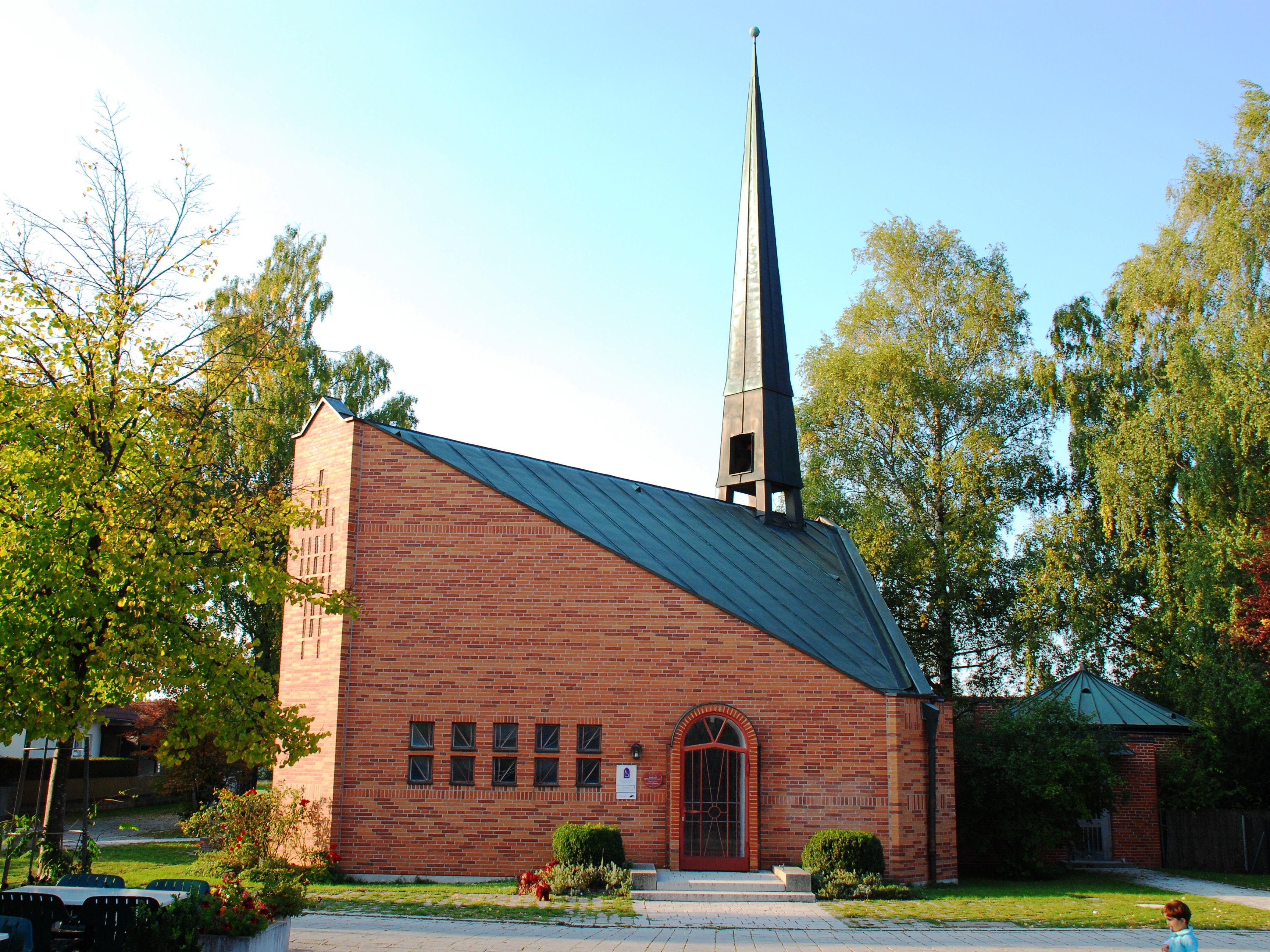
Auferstehungskirche von Süden

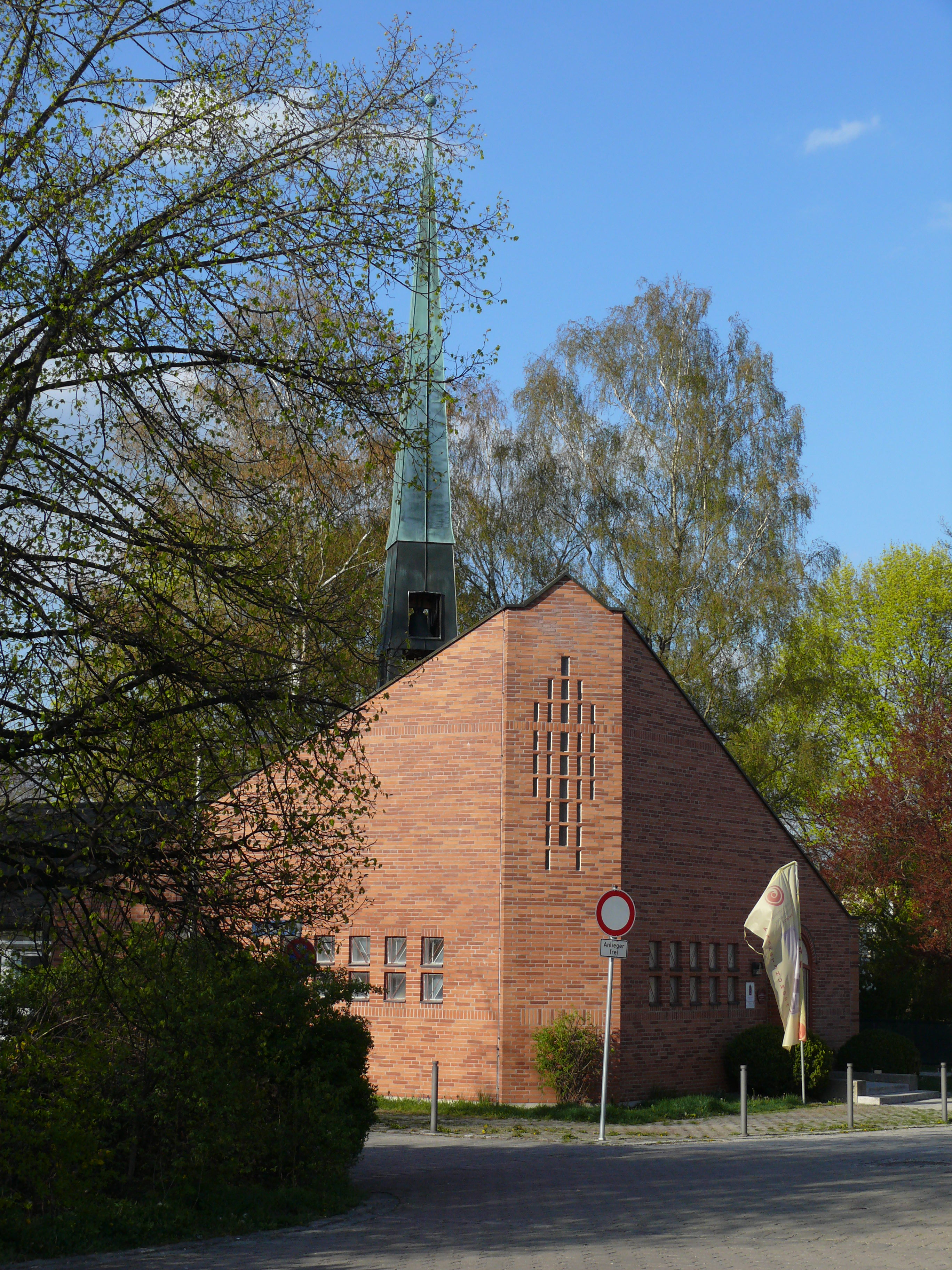
Auferstehungskirche von Südwesten

Die Auferstehungskirche in Neufahrn bei Freising ist eine evangelisch-lutherische Kirche. Sie wurde vom Architekten Olaf Andreas Gulbransson geplant und 1961 fertiggestellt. Die Kirche steht unter Denkmalschutz.

## Architektur
Die Grundsteinlegung fand 1959 statt. Am 2. April 1961, dem Ostersonntag, nahm Gulbransson an der Einweihung teil, wenige Wochen vor seinem Unfalltod.
Die Fassade besteht aus roten Mauerziegeln. Das Zeltdach ist eine Hommage an das umherziehende Gottesvolk.

## Innenraum
Im Zentrum des Kirchenraums steht der Taufstein als Symbol für das Leben. In der Mitte hängt ein großes, freihängendes Kreuz als Sinnbild von Tod und Auferstehung. Es zeigt Christus und die zwölf Apostel.